# Pontile-tramezzo

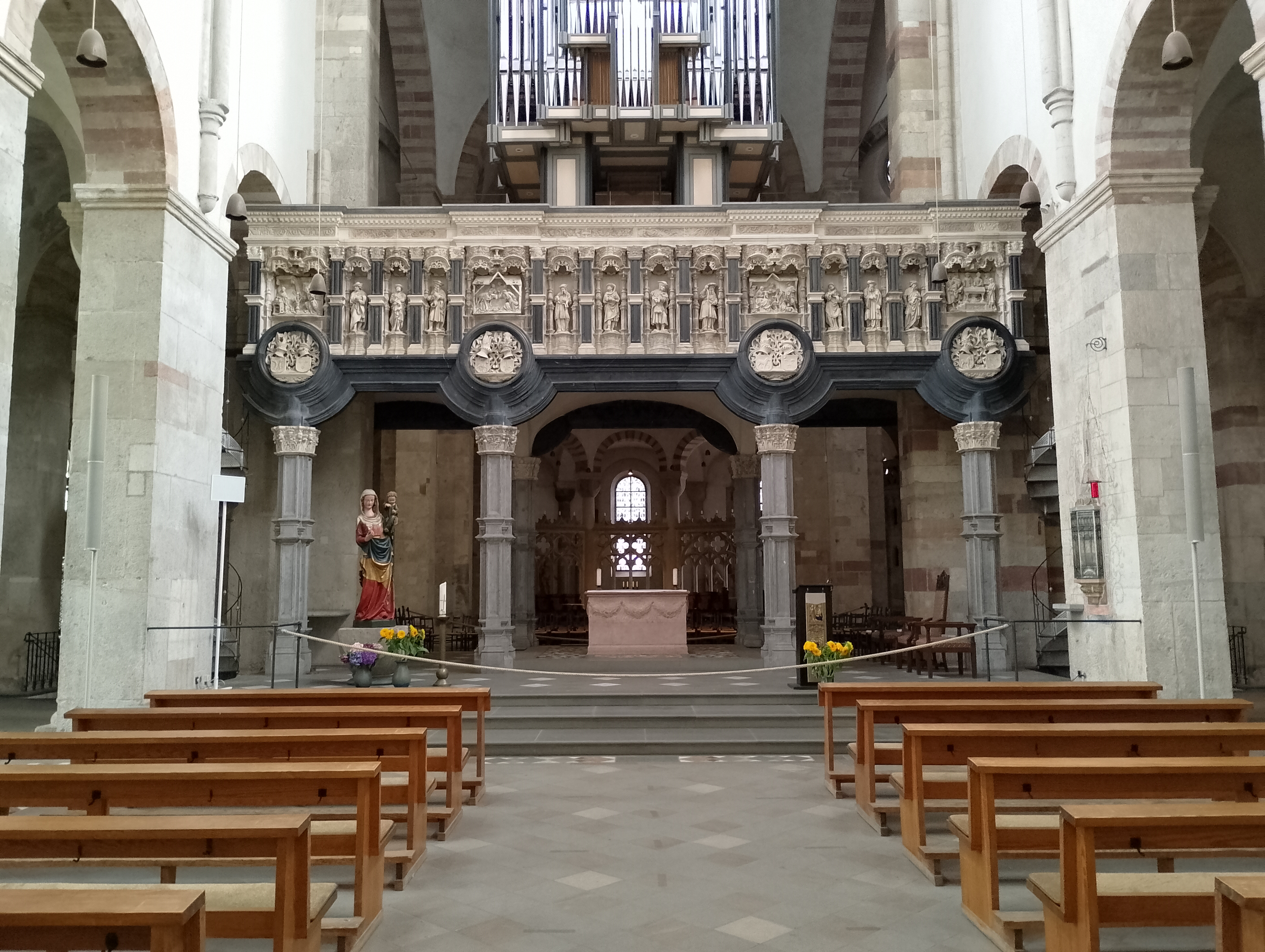
Jubé della Basilica di Santa Maria in Campidoglio a Colonia

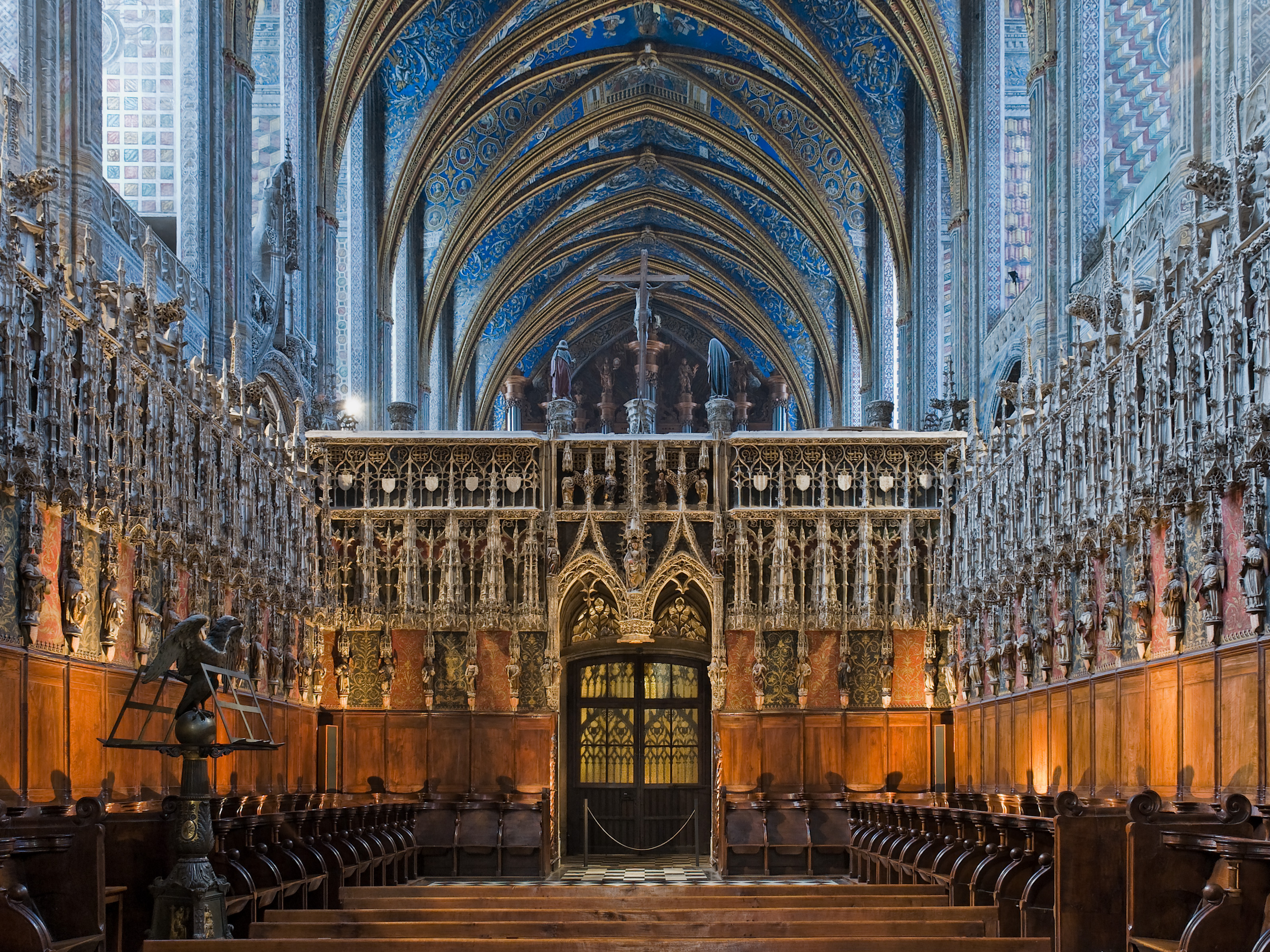
Jubé della cattedrale di Albi.

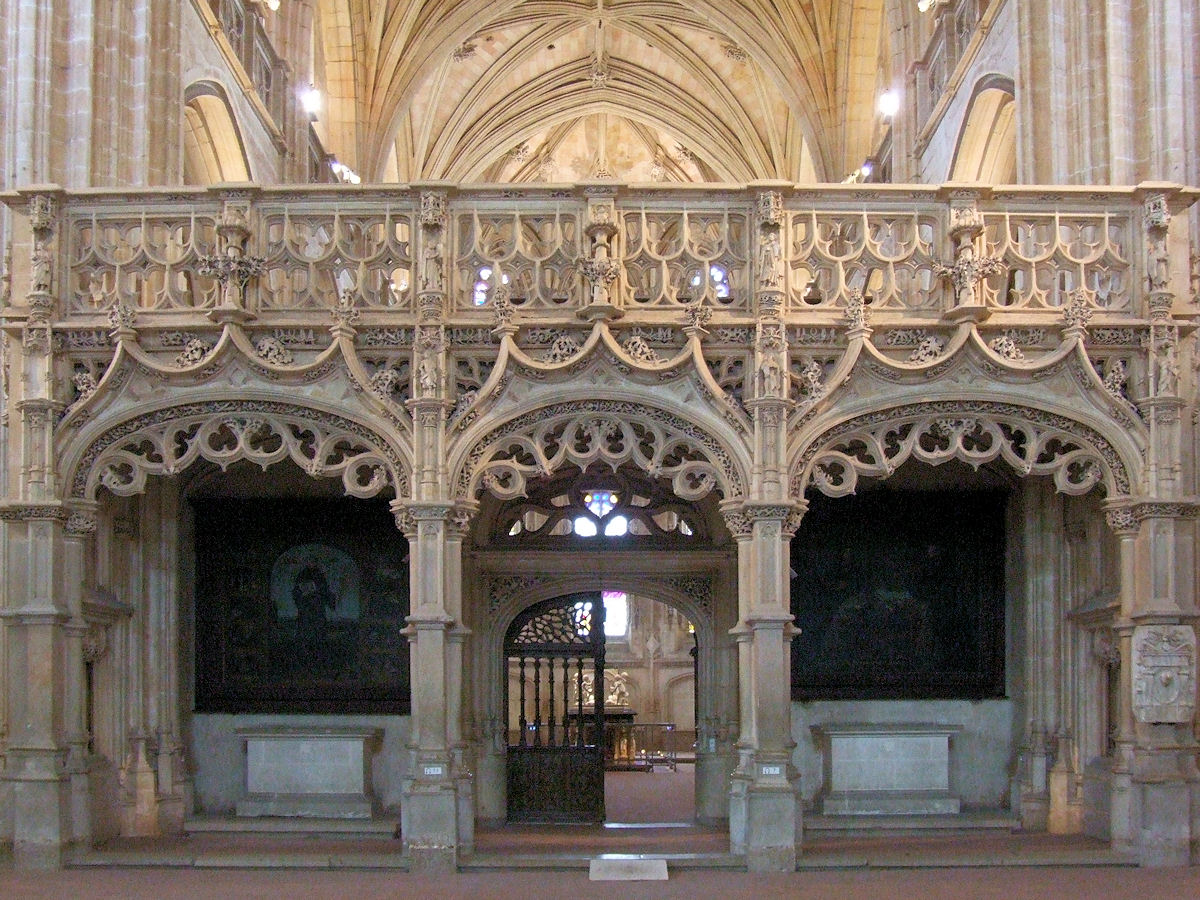
Chiesa di Brou, Bourg-en-Bresse

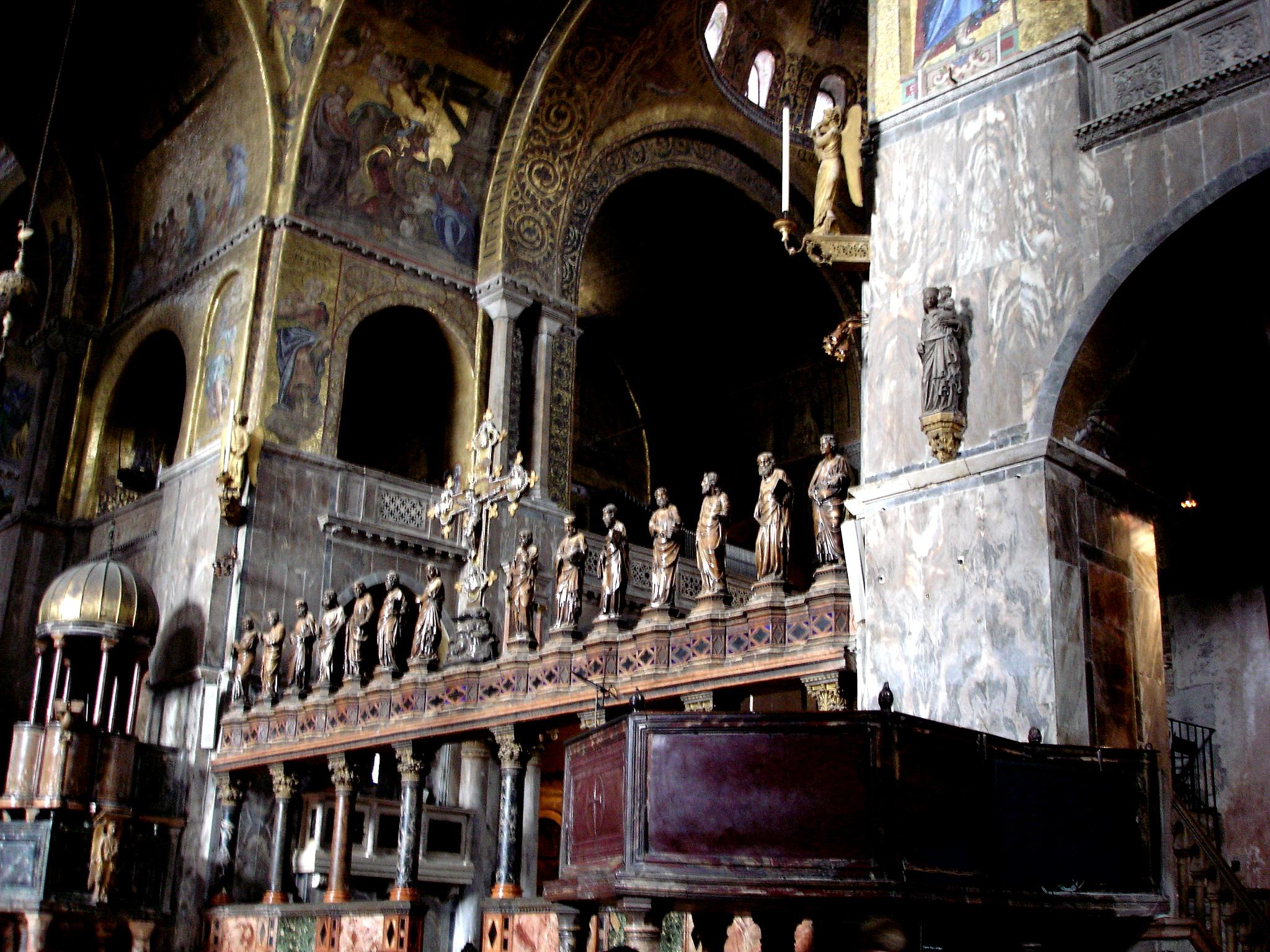
L'iconostasi della Basilica di San Marco a Venezia

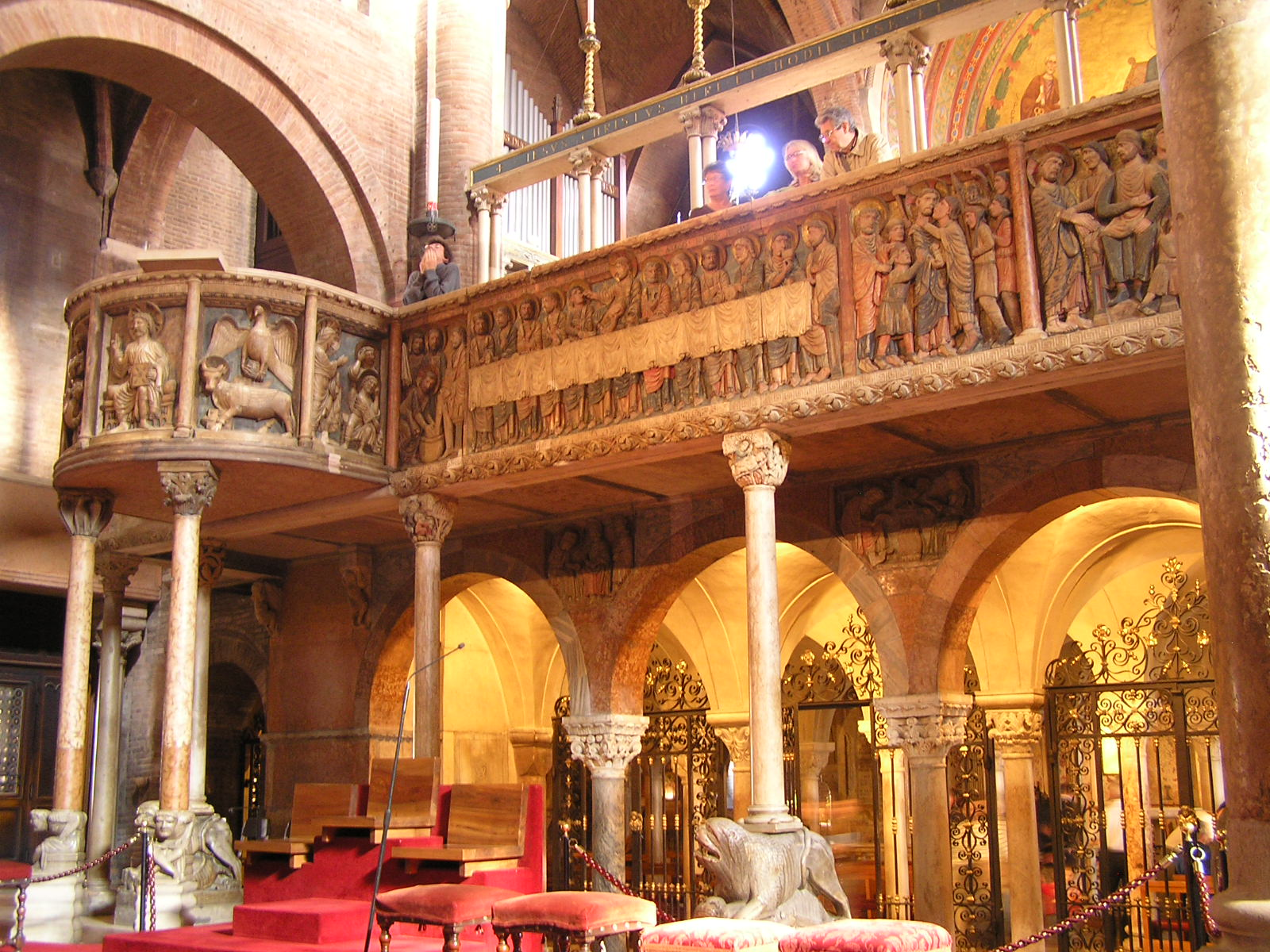
Anselmo da Campione, pontile della Cattedrale di Modena

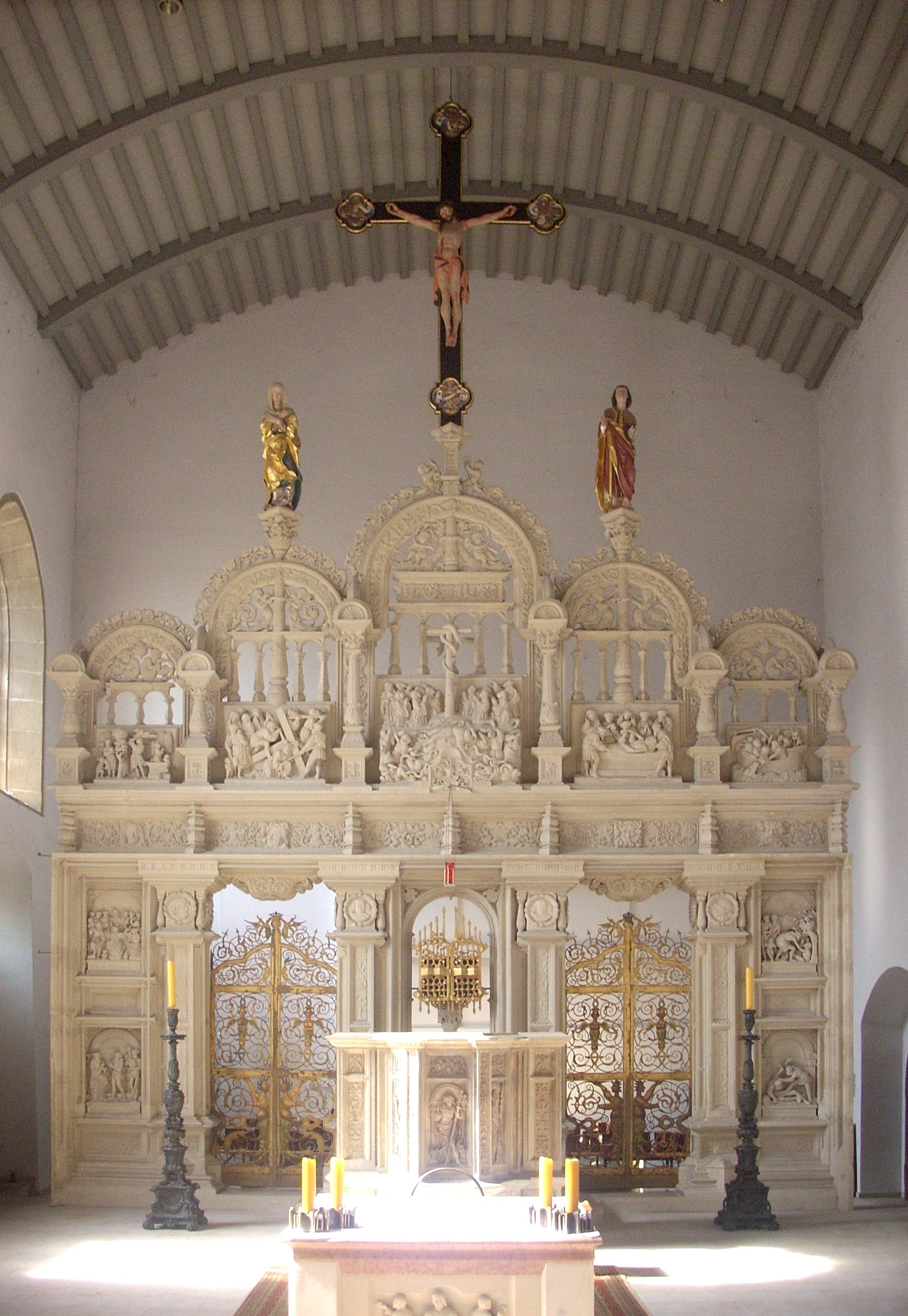
Pontile della cattedrale di Hildesheim, 1546

Il pontile-tramezzo o semplicemente pontile o jubé è un elemento architettonico che, soprattutto nel XII  e nel XIII secolo, caratterizzò l'interno delle chiese conventuali, collegiate e cattedrali, in particolar modo quelle gotiche. 

## Terminologia
Il termine jubé è francese e deriva dalla formula di apertura utilizzata dal diacono che, prima di iniziare la lettura del Vangelo, si rivolgeva a Dio chiedendo la benedizione: Jube Domine benedicere (Benedicimi o Signore). L'equivalente termine inglese, rood screen (o anche choir screen), deriva dalla presenza della croce trionfale, quello tedesco Lettner dal termine lectorium; in spagnolo è chiamato coro alto o trascoro.

## Storia
Il pontile-tramezzo comparve nel tardo Romanico e un esempio è nella chiesa conventuale di Maulbronn. Raggiunse poi un più alto grado di raffinatezza nel Gotico.

## Caratteristiche
Derivato dai cancelli e simile all'iconostasi per aspetto e funzione, il pontile separava il coro, riservato ai presbiteri, dalla navata riservata ai fedeli. Era costituito da un palco con una o più scale di accesso, utilizzato anche come ambone per la lettura del Vangelo.
A differenza dell'iconostasi, non costituiva una vera separazione durante le liturgie, in quanto nel coro erano celebrate solo le funzioni destinate ai monaci o a canonici legati alle cattedrali e alle altre chiese, mentre davanti al pontile esisteva un altare che spesso veniva chiamato "altare della croce", destinato alla messa per il popolo. In tal modo la funzione del pontile non sarebbe stata quella di separare il clero dai fedeli, quanto quella di realizzare uno spazio apposito per il clero, ove svolgere le specifiche funzioni liturgiche del coro (liturgia delle ore, messa conventuale) senza disturbo. 
Il pontile era praticabile mediante due scale simmetriche ed aveva una propria decorazione scultorea. In alcune zone d'Europa, come l'Inghilterra, era usato anche come supporto per rappresentazioni pittoriche (vedi in particolare la produzione specialistica di maestranze dell'Anglia orientale). In effetti il pontile sembra essere nato dalla fusione di elementi diversi già presenti nell'architettura romanica e del primo periodo gotico: la parete di separazione ("intramezzo" spesso ornato di marmi policromi) che spesso, soprattutto nelle chiese conventuali, divideva il coro dalla navata o la navata stessa in due parti e gli amboni scolpiti in pietra.
Furono realizzate numerosissime strutture di questo tipo, estremamente decorate, in pietra ma anche in legno, generalmente a ponte, su tre arcate.
In alcuni casi era in rapporto ad un coro rialzato, soprastante ad una cripta che ha il suo accesso dagli archi del pontile.
Tale arredo si diffuse anche in Fiandra, in Inghilterra ed altre aree dell'Europa settentrionale. 
La maqṣūra islamica potrebbe essere derivata dai pontili delle chiese cristiane.

## Rimozione
I pontili dopo il concilio di Trento cominciarono ad essere progressivamente smontati, fino al XIX secolo, sostituiti da recinzioni più trasparenti come le cancellate. Oggi ne rimangono pochissimi e sono soprattutto conservati in Francia, nelle Fiandre e in Inghilterra.

## In Italia
In Italia questo elemento architettonico è molto raro e l'esempio più rilevante è rappresentato dalla chiesa di San Nicola ad Agrigento, in pura architettura della Borgogna arcaica. Altri esempi: l'Abbazia di Vezzolano e la cattedrale di Aosta in cui il pontile fu demolito solo nel 1838.a Savona nell'ex chiesa e convento di San Giacomo.
Alcuni elementi architettonici del periodo tardo gotico, simili agli esempi d'Oltralpe ma derivati autonomamente dagli intramezzi marmorei presenti in Italia fin dal periodo paleocristiano, sono associati ai pontili o jubés. Un esempio è conservato nel duomo di Modena, realizzato da Anselmo da Campione.